# 青年斗争联盟
青年斗争联盟（波蘭語：Związek Walki Młodych，缩写为ZWM）是波兰历史上的一个共产主义青年组织。该组织成立于1942年，是波兰工人党的青年翼。汉娜·萨维茨卡是该组织的创始领导人，她于1943年3月10日被德国占领当局杀害。随后，扬·克拉西茨基接任该组织的领导人；1943年9月2日，他被盖世太保枪杀。在克拉西茨基去世后，海伦娜·雅沃尔斯卡成为该组织的领导人。该组织积极参与反法西斯斗争，组织人民近卫军，并在扩大波兰工人党的群众基础方面发挥了重要作用。该组织的中央机关报为《青年斗争》。1947年，该组织有22.4万名成员。1948年7月22日，该组织与工人大学协会青年组织、民主青年联盟、波兰共和国农村青年联盟“维奇”合并为波兰青年联盟。